# 숙의 기씨
숙의 기씨(淑儀 奇氏, ? ~ 1457년 7월 13일(음력 6월 13일))는 조선의 2대 국왕 정종의 후궁이다. 공안부(恭安府) 궁인(宮人) 출신으로 이름이 기자재(奇自在)라고 한다. 

## 생애
본관은 행주이며 공조전서(工曹典書)를 지낸 기면(奇勉)의 딸이다. 정무공(貞武公) 기건(奇虔)의 누이로, 이름은 기자재(奇自在)이다. 정종의 총애를 받아 순평군과 금평군을 비롯해 자녀 6명을 낳았다.
부친(父親)인 기면(奇勉)은 고려조(高麗朝) 권문세족인 기중평(奇仲平)의 아들이며 공조전서(工曹典書)를 지냈다.  기면(奇勉)의 외조모(外祖母)는 고려조(高麗朝) 태자태사(太子太師)를 지낸 진위 이씨(振威 李氏) 이중육(李仲育)의 딸이다.
1428년(세종 10년), 세종은 기씨에게 관곽, 쌀, 콩과 종이를 하사했다. 1457년(세조 3년) 6월 13일 졸하였다.

## 가족 관계
- 남편 : 정종(定宗, 1357 ~ 1419)
  - 장남 : 순평군(順平君) 이군생(李羣生)
  - 차남 : 금평군(錦平君) 이의생(李義生)
  - 삼남 : 정석군(貞石君) 이융생(李隆生)
  - 사남 : 무림군(茂林君) 이선생(李善生)
  - 장녀 : 숙신옹주(淑愼翁主)
  - 차녀 : 상원옹주(祥原翁主)